# غريب محمود
غريب محمود (10 مايو 1941 - 10 ديسمبر 2006)، ممثل مصري. اشتهر بشخصية «أبو العُريف».

## أعماله

### أفلام
| - على جنب يا أسطى:2006-ملك الموت الحرامي - كتكوت:2006-خليفه - صباحو كدب:2006 - شباب سبايسي:2005-ضيف شرف - بوحه:2005-فلنتينو - صايع بحر:2004-مشرف عمود السواري - التجربة الدنماركية:2003-رؤوف مصباح - سلام مربع للستات:2003 - فلاح في الكونجرس:2002-المعلم مفتاح | - جنون الحياة:2000-مفتاح - معتقل الحب:1999 - جبر الخواطر:1998 - رسالة إلى الوالي:1998 - كونشرتو في درب سعادة:1998-أبو بلبل - حسن اللول:1997-قله الأشرم الميكانيكي - إسماعيلية رايح جاي:1997-سماره البواب - اغتيال:1996 - الهروب إلى القمة:1996-المسجون | - بخيت وعديلة 2: الجردل والكنكة:1996 - في الصيف الحب جنون:1995 - قدارة:1994 - عقلي طار:1994 - دسوقي أفندي في المصيف:1992 - دماء على الأسفلت:1992-ناشد "المحامي" - الخطوة الدامية:1992 - شمس الزناتي:1991-صاحب المحجر - كباب ولكن:1990 | - النصاب والكلب:1990 - المرشد:1989-عم نوارة - المولد:1989-شاويش- ضيف شرف - كل هذا الحب:1988-شلبي - نوارة والوحش:1987-الجبلاوي - البريء:1986 - تل العقارب:1985-المسروق - الدباح:1982 - محسبشي حسابه |

### مسلسلات
| - آن الأوان:2006-مرسي - المطعم شي توتو:2006 - العزبة:2006 - أحلام لا تنام:2006 - سوق الخضار:2006 - السلمانية:2005-صديق - راديو ستار:2005 - التوبة:2005 - ملح الأرض:2004 - عباس الأبيض في اليوم الأسود:2004-المعلم سلطان - أشرار وطيبين:2004 - القرار الأخير:2004 - عيش أيامك:2004 - عفاريت السيالة:2004-عطية المخبر - حدث في الهرم:2004 - نشرة أخبار أي كلام:2004 - حد السكين:2003 | - للسعداء فقط:2003 - 9 شارع السلام:2003 - مسألة مبدأ:2003-ضيف شرف - جحا المصري:2002 - رجل على الحافة:2002 - آلو .. رابع مرة:2002-كلب البحر - جائزة نوفل:2002 - عيال محظوظة:2001 - خالف تعرف:2001 - حارة الطبلاوي:2001 - مقام المالطي:2001 - البحث عن السعاده:2000 - العائلة والناس:2000 - الفرار من الحب:2000 - خيال الظل:2000 - حروف النصب:2000 - البرج اللي فاضل:1999 - شيكورونة:1999 | - خيانة:1999 - سقوط الأقنعة:1998 - السيرة الهلالية (ج2):1998-سجان مملكه الزناتي - أوراق من المجهول:1998-مرسي أبو عرف الزيات - يوم عسل يوم بصل:1998-الجزار - شباب رايق جدا:1998-لطفي - اللعب في المضمون:1998 - الجانب الآخر:1998 - بيت أبو الفرج:1998 - الأبطال (ج2):1997 - وإنت عامل إيه؟:1997 - حلم الجنوبي:1997-الزرزور - عباسية واحد:1997-زينهم كروشة - السيد هيصة:1997 - الخط الساخن:1997 - التوأم:1997 - عوضين وإمبراطورية عين:1997 | - أحلام فستق:1996 - رابعة تعود:1996 - الوتد:1996 - حكايات مستر أيوب ومسز عنايات:1996 - ترويض الشرسة:1996 - أبو العلا 90:1996-فرغلي - ساكن قصادي (ج1):1995 - حكايات مجنونة:1995 - ألف ليلة وليلة: علي بابا والأربعين حرامي:1995-دنف - الزيني بركات:1995-المعلم ابن كيفة - لن أمشي طريق الأمس:1995 - سر الأرض:1994 - لا:1994 - يوميات ونيس (ج1، 3):1994، 1996-قدري الشناوي - أرابيسك: أيام حسن النعماني:1994-ضبة - رياح الخوف:1994 | - أبناء ولكن:1993 - ناس ولاد ناس:1993-حبظلم - وما زال النيل يجري:1992-الشبكشي شيخ البلد - البحث عن عبده:1992 - سحور على مائدة أشعب:1991-ضيف مائدة أشعب - رحلة أبو الوفا:1991 - البحث عن فرصة:1990 - ضحى:1990 - أم البنات:1990 - لؤلؤ وأصداف:1989 - ناس وناس (ج1، 2):1989 - رأفت الهجان (ج1):1988-تاجر - سفر الأحلام:1986 - البحث عن السعادة:1985 - ناس كده وكده - حبشي في الهواء الطلق |

### مسرحيات
| - العصمة في إيد حماتي:2000-مدبولي - أنا ومراتي ومونيكا:1998-الحرامي - يا مسافر وحدك:1998 - عائلة الفك المفترس:1997 - واحد لمون والتاني مجنون:1996 - الثعلب في الملعب:1994 | - المنولوجست:1993 - أنا وهي والكومبيوتر (جوز وموز):1992 - بابانا عاوز كده:1992 - البراشوت:1991 - عصفور عقله طار:1987 - علشان خاطر عيونك:1987-إلهام كلب البحر | - جحا يحكم المدينة:1985 - الفرسان الثلاثة - جوز وموز - ليلة جواز الشغالة - إحنا اللي خطفناها | - أنا عايزه مليونير - الحق عليه أنا - ليلة القبض على صابر - ايه اللي حصل في شهر العسل - محروس صائد الرؤوس0 |

| - حلم ولا علم:1999-ضيف شرف - مانستغناش:1998-ضيف شرف - جيران الهنا:1997-ضيف شرف - كنز الكنوز:1996 - عجايب صندوق الدنيا:1991-ضيف شرف - عالم ورق ورق ورق:1990 | \| - اللحظة الأخيرة:2005-جعفر - سكة إللي يروح:2004 - عاصفة من الماضي:2003 - أحلام الكمنجاتي:2001 \| - روايح:2001 - جناب الست رضا:1998 - حلال المشاكل - احلام \| - القانون واللعبة - الناس والخوف - عيون حزينه \| | - عنبر 4 - مرفوض وقابل للتعديل                |
| - اللحظة الأخيرة:2005-جعفر - سكة إللي يروح:2004 - عاصفة من الماضي:2003 - أحلام الكمنجاتي:2001                                                              | - روايح:2001 - جناب الست رضا:1998 - حلال المشاكل - احلام | - القانون واللعبة - الناس والخوف - عيون حزينه |

## روابط خارجية
- غريب محمود على موقع الدهليز
- غريب محمود على موقع قاعدة بيانات الأفلام العربية